# Ulica Maratońska w Radomiu
Ulica Maratońska – jedna z głównych ulic dzielnicy Radomia – Borki. Szeroka, dwujezdniowa arteria łącząca ul. 1905 Roku z drogą wylotową na Kraków w ciągu trasy europejskiej E77. Stanowi fragment miejskiego odcinka drogi krajowej nr 12. 
Arteria powstała dwuetapowo. W 1974 roku oddano do użytku pierwszy, krótszy fragment pomiędzy ul. 1905 Roku a ul. Dębową. W drugiej połowie lat 70. XX wieku ukończono drugi fragment spinający całość z ul. Kielecką. Przy realizacji trasy zastosowano tzw. oszczędnościową technologię, w wyniku czego Maratońska na przełomie XX i XXI wieku przypominała ruinę. Wyjątkiem był niewielki odcinek w sąsiedztwie skrzyżowania z ulicą Kielecką.
W 2006 roku oddano do użytku przebicie ul. Maratońskiej do ul. Wolanowskiej, co miało w założeniu usprawnić ruch tranzytowy. W 2007 roku temu przedłużeniu nadano nazwę NSZZ „Solidarność”. 
W lipcu tego samego roku oddano arterię do prac remontowych. Usunięto podstawę betonową o grubości kilkudziesięciu centymetrów. Dyrektor Miejskiego Zarządu Dróg i Komunikacji poinformował, że stary beton był za cienki i nie spełniał wymaganych norm. Według niego przyczynił się do niektórych pęknięć nawierzchni. Przed wykonaniem remontu przeprowadzono badania nośności i geologiczne.